# Eremiten
Die Eremiten (Phaethornithinae) sind eine Unterfamilie der Kolibris, die von Mexiko im Norden bis Bolivien und dem südöstlichen Brasilien im Süden vorkommt. Einige Arten, z. B. der Rotschwanz-Schattenkolibri und der Braune Zwergschattenkolibri, leben auch auf den Karibikinseln Grenada, Trinidad und Tobago. Die Unterfamilie wurde 1833 durch den schottischen Ornithologen William Jardine eingeführt und war bis zur Einführung einer modernen, sich auf phylogenetische Arbeiten beziehenden Kolibrisystematik die einzige von den „Eigentlichen Kolibris“ (Trochilinae) unterscheidbare Gruppe der Familie.

## Merkmale
Eremiten unterscheiden sich von den anderen Unterfamilien der Kolibris durch ihre Färbung, die vor allem aus bräunlichen, rötlichen oder grauen Tönen besteht, die durch Pigmentfarben gebildet werden. Die oft glitzernden und recht bunten Färbungen der anderen Kolibriarten werden dagegen vor allem durch Strukturfarben hervorgerufen. Brust und Bauch der Eremiten zeigen oft ein mehr oder weniger deutlich ausgeprägtes Streifenmuster. Die Schwanzfedern sind mehr oder weniger gleich lang und haben dieselbe Färbung wie der Rücken. Die langen Schnäbel sind an die Nektaraufnahme aus langgestreckten, röhrenförmigen Blüten angepasst. Die untere Schnabelhälfte ist an der Basis oft gelb gefärbt, ihre Spitze ist meist schwarz wie die obere Schnabelhälfte. Die Füße sind in der Regel gelblich. Die Flügelspannweite der Männchen ist in den meisten Fällen etwas größer als die der Weibchen.

## Lebensraum und Lebensweise
Die meisten Eremiten leben in primären und sekundären Regenwäldern in Dickichten und im Unterholz. Der Caatingaschattenkolibri kommt in den Dornstrauchsavannen (Caatinga) des nordöstlichen Brasilien vor. Eremiten sind nicht revierbildend. Die Männchen beteiligen sich weder am Brutgeschäft noch an der Aufzucht der Jungvögel. Das napfförmige Nest wird für gewöhnlich mit Spinnfäden an der Innenseite eines längeren, schmalen und frei pendelnden Blattes befestigt. Brütend sitzt das Weibchen mit dem Kopf zum Blatt gerichtet.

## Gattungen und Arten

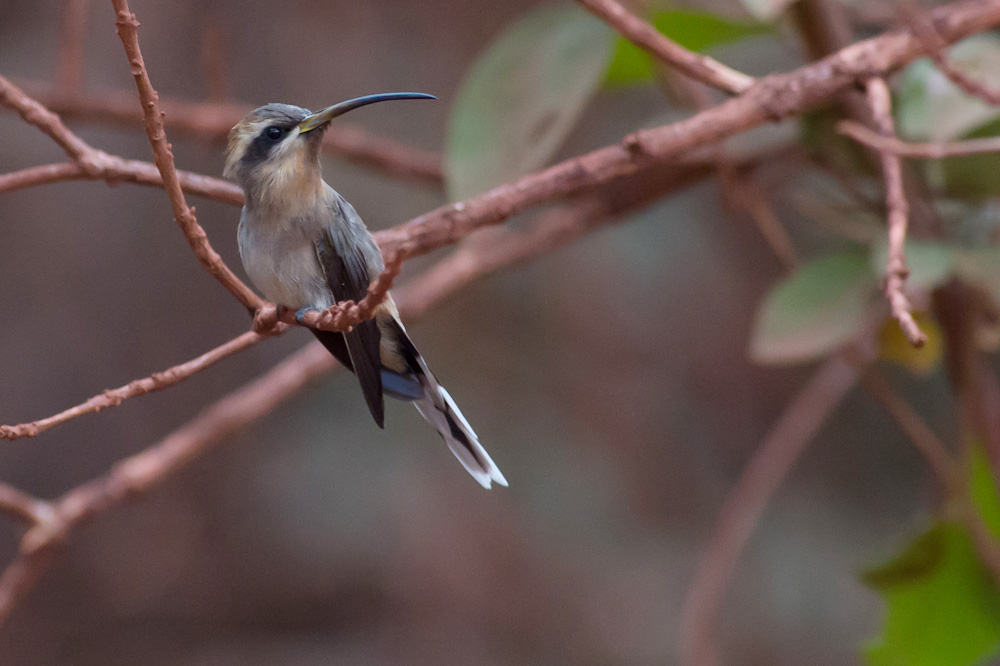
Caatingaschattenkolibri

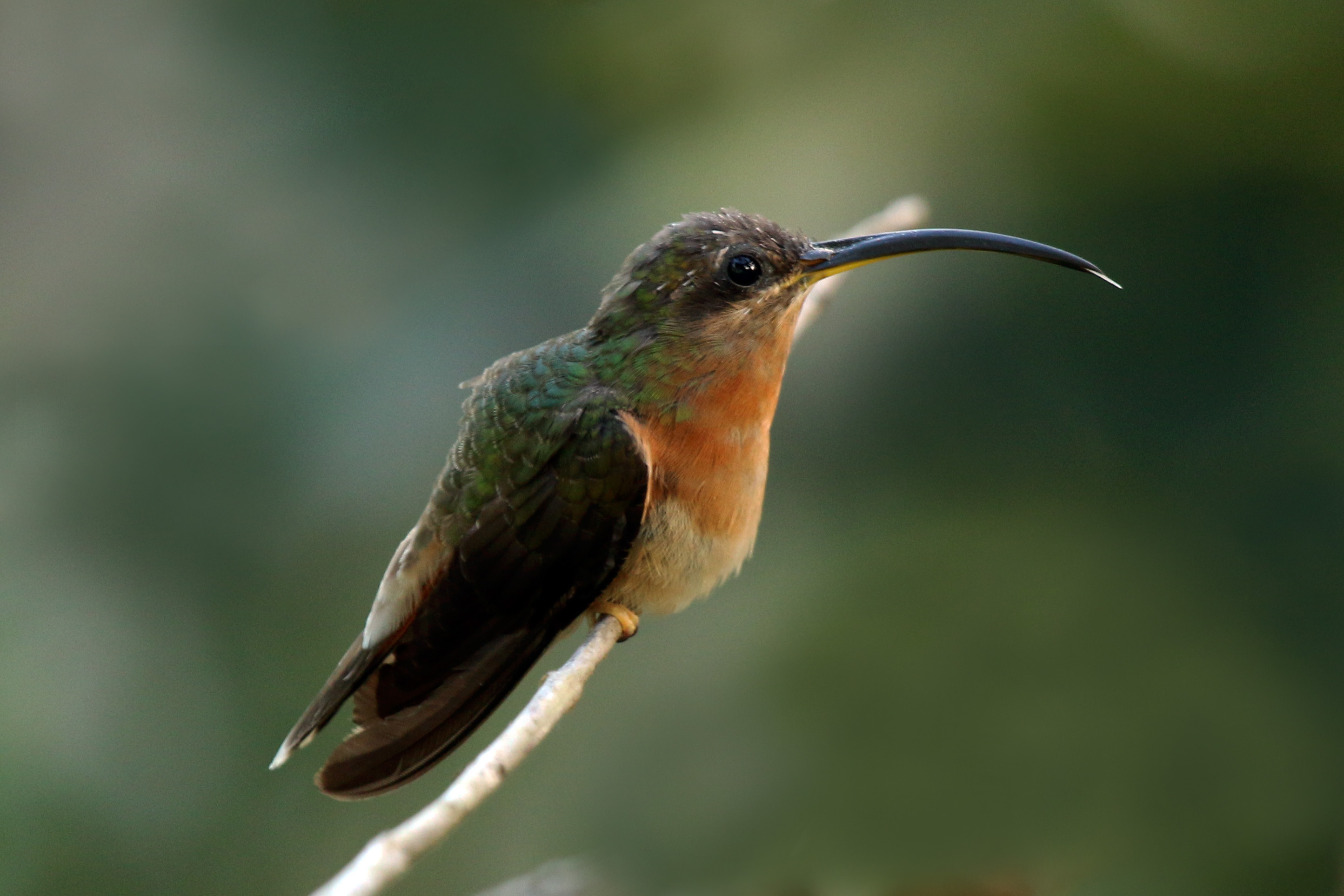
Rotschwanz-Schattenkolibri

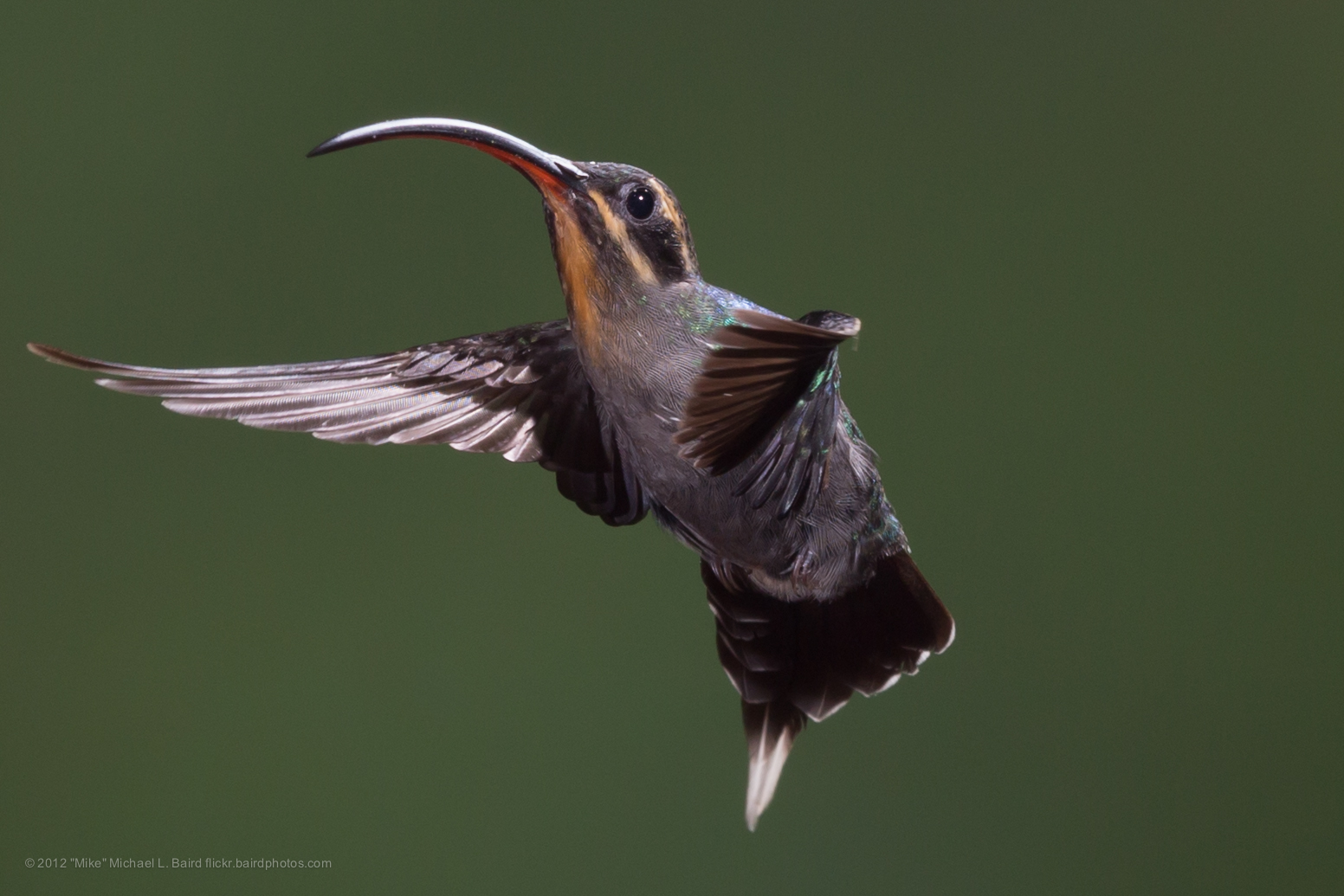
Grünschattenkolibri

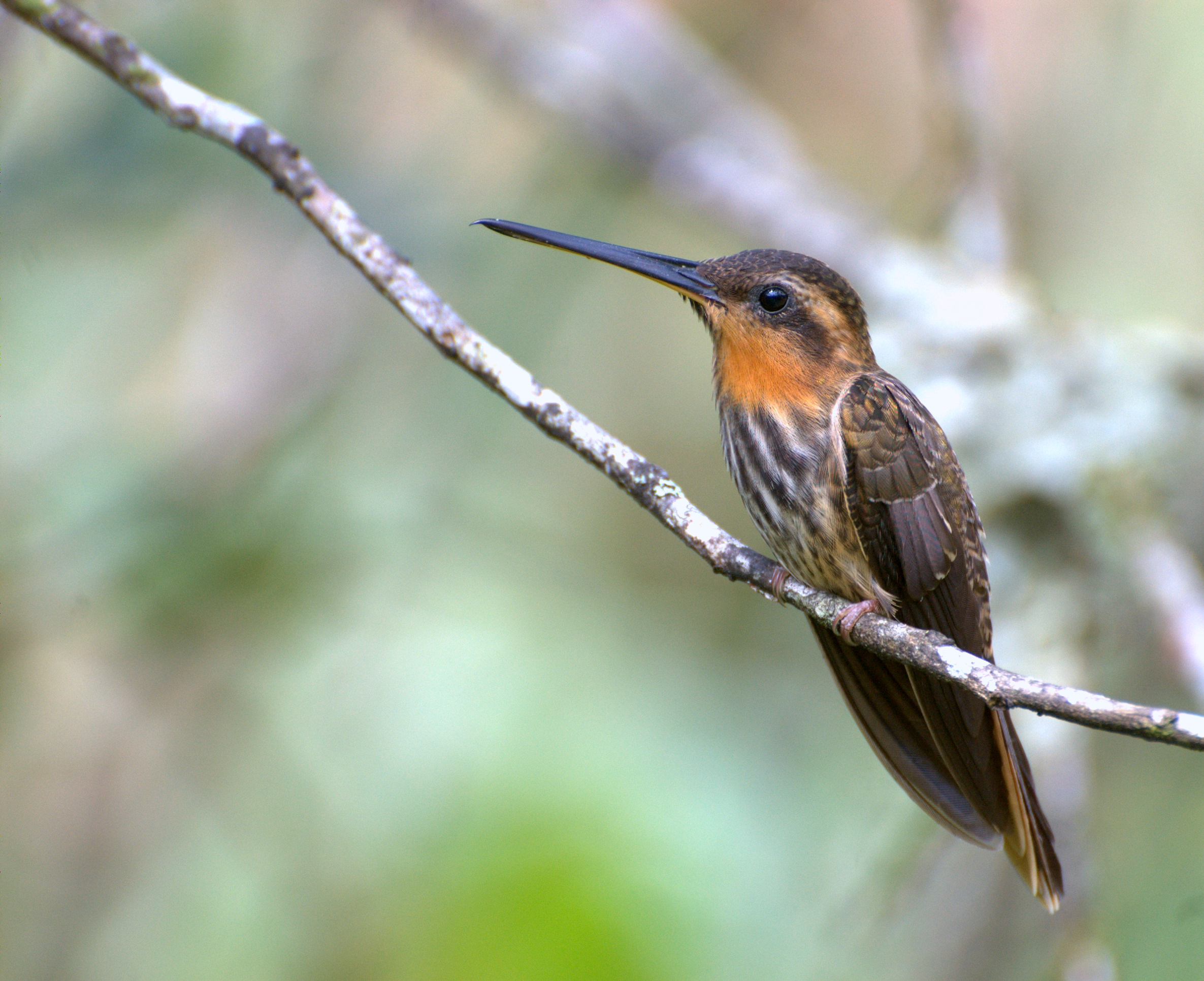
Sägeschnabel-Schattenkolibri

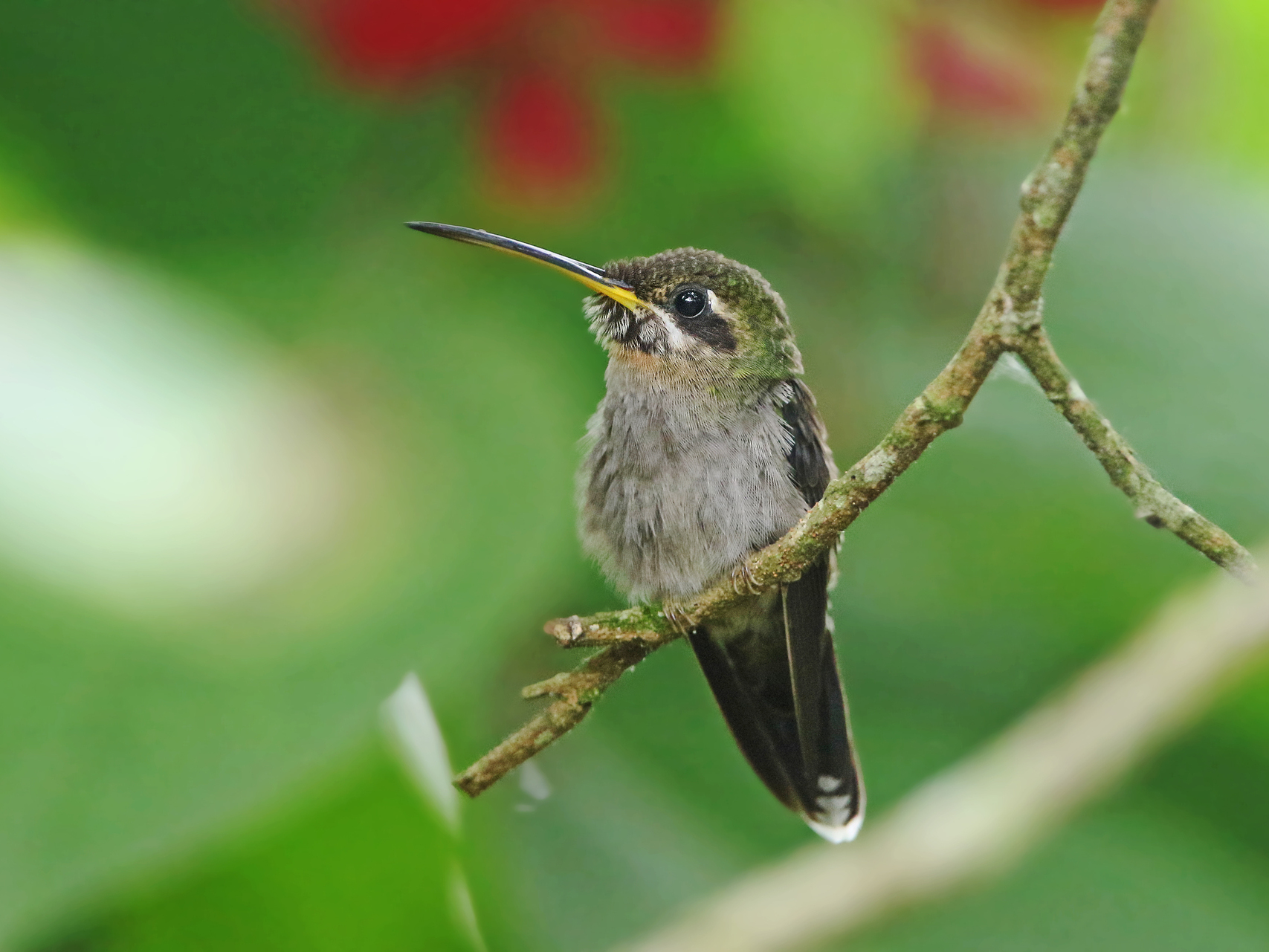
Weißbinden-Schattenkolibri

Zu den Eremiten gehören 6 Gattungen und fast 40 Arten:
- Gattung Anopetia
  - Caatingaschattenkolibri (Anopetia gounellei)
- Gattung Adlerschnabelkolibris (Eutoxeres)
  - Adlerschnabel (Eutoxeres aquila)
  - Rotschwanz-Adlerschnabel (Eutoxeres condamini)
- Gattung Glaucis
  - Kupferschattenkolibri (Glaucis aeneus)
  - Bronzeschwanz-Schattenkolibri (Glaucis dohrnii)
  - Rotschwanz-Schattenkolibri (Glaucis hirsutus)
- Gattung Phaethornis
  - Tapajosschattenkolibri (Phaethornis aethopygus)
  - Fleckenkehl-Schattenkolibri (Phaethornis anthophilus)
  - Schwarzkehl-Schattenkolibri (Phaethornis atrimentalis)
  - Graubauch-Schattenkolibri (Phaethornis augusti)
  - Braunbauch-Schattenkolibri (Phaethornis bourcieri)
  - Schuppenkehl-Schattenkolibri (Phaethornis eurynome)
  - Schwanzbinden-Schattenkolibri (Phaethornis griseogularis)
  - Grünschattenkolibri (Phaethornis guy)
  - Weißbart-Schattenkolibri (Phaethornis hispidus)
  - Schillerschattenkolibri (Phaethornis idaliae)
  - Koepckeschattenkolibri (Phaethornis koepckeae)
  - Langschnabel-Schattenkolibri (Phaethornis longirostris)
  - Braunkehl-Schattenkolibri (Phaethornis longuemareus)
  - Dunkelschattenkolibri (Phaethornis malaris)
  - Mexikoschattenkolibri (Phaethornis mexicanus)
  - Zimtkehl-Schattenkolibri (Phaethornis nattereri)
  - Orangekehl-Schattenkolibri (Phaethornis philippii)
  - Zimtrot-Schattenkolibri (Phaethornis pretrei)
  - Rotschattenkolibri (Phaethornis ruber)
  - Strichelkehl-Schattenkolibri (Phaethornis rupurumii)
  - Ockerbauch-Schattenkolibri (Phaethornis subochraceus)
  - Dunkelkehl-Schattenkolibri (Phaethornis squalidus)
  - Streifenkehl-Schattenkolibri (Phaethornis striigularis)
  - Stuartschattenkolibri (Phaethornis stuarti)
  - Langschwanz-Schattenkolibri (Phaethornis superciliosus)
  - Orangebauch-Schattenkolibri (Phaethornis syrmatophorus)
  - Smaragdschattenkolibri (Phaethornis yaruqui)
- Gattung Ramphodon
  - Sägeschnabel-Schattenkolibri (Ramphodon naevius)
- Gattung Threnetes
  - Schwarzkinn-Schattenkolibri (Threnetes leucurus)
  - Rußschattenkolibri (Threnetes niger)
  - Weißbinden-Schattenkolibri (Threnetes ruckeri)